# Zachrašťany
Zachrašťany är en ort i Tjeckien. Den ligger i den centrala delen av landet, 80 km öster om huvudstaden Prag. Zachrašťany ligger 230 meter över havet och antalet invånare är 167.
Terrängen runt Zachrašťany är platt. Runt Zachrašťany är det ganska tätbefolkat, med 52 invånare per kvadratkilometer. Närmaste större samhälle är Přelouč, 19,8 km söder om Zachrašťany. Trakten runt Zachrašťany består till största delen av jordbruksmark.